# Magnolia ovata
Magnolia ovata är en magnoliaväxtart som först beskrevs av A.St.-hil., och fick sitt nu gällande namn av Spreng.. Magnolia ovata ingår i släktet Magnolia och familjen magnoliaväxter. Inga underarter finns listade i Catalogue of Life.

## Bildgalleri

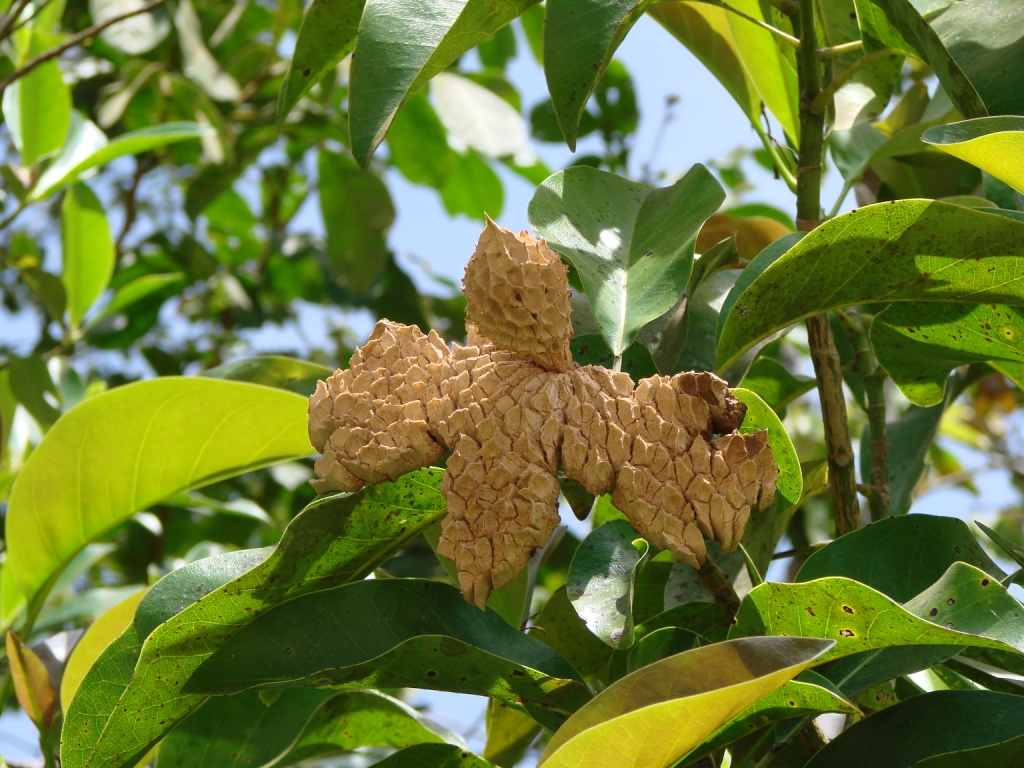